# Гьозне
Гьозне (на турски: Gözne) е малък град в община Торослар, провинция Мерсин, Турция, разположен на 28 км северно от град Мерсин на южните склонове на Тавърските планини на средна надморска височина 1045 метра.
Пътят между Мерсин и Гьозне е поддържан целогодишно достъпен и в добро състояние, и средното време на пътуване между двата града е 30 минути. Постоянното население на града (през зимата) е 3746 души.

## История
Известно е, че градът е бил обитаван от хора още от древността; дотогава в района е открит само един надпис – на арамейски. През средновековието градът е бил важен пункт по пътя от средиземноморското крайбрежие до важната крепост Чандър (Баберон), намираща се на изток.
В съвременния си вид град Гьозне датира от 19 век, когато жителите на крайбрежните градове Мерсин и Тарс започнали да търсят прохлада в гънките на планината и ползвали Гьозне за летен курорт. От 1922 година Гьозне е село, а придобива статут на град през 1956 година. С прокарването на днешния път между Мерсин и Гьозне, придвижването станало бързо и удобно и много хора предпочитали да живеят в Гьозне, а да работят в Мерсин. С навлизането на технологиите за климатизиране и развиването на плажния туризъм по крайбрежието, популярността на Гьозне започва да спада.

## Забележителности
От южната част над града, разположена на непристъпни отвесни скали, се извисява средновековната крепост „Гьозне“. Крепостта е достъпна само от север, т.е. след минаване през града. Районът около крепостта е популярно място за семейни пикници.
|  | Тази страница частично или изцяло представлява превод на страницата Gözne в Уикипедия на английски. Оригиналният текст, както и този превод, са защитени от Лиценза „Криейтив Комънс – Признание – Споделяне на споделеното“, а за съдържание, създадено преди юни 2009 година – от Лиценза за свободна документация на ГНУ. Прегледайте историята на редакциите на оригиналната страница, както и на преводната страница, за да видите списъка на съавторите. ВАЖНО: Този шаблон се отнася единствено до авторските права върху съдържанието на статията. Добавянето му не отменя изискването да се посочват конкретни източници на твърденията, които да бъдат благонадеждни. |